# 中西麻耶

中西 麻耶（なかにし まや、1985年〈昭和60年〉6月3日 - ）は、義足（右脚下腿切断）の陸上競技選手。北京パラリンピック日本代表、ロンドンパラリンピック日本代表。リオデジャネイロパラリンピック日本代表。2017年シーズンまで、陸上競技障害クラスT44。2018年シーズンからは、新設された陸上競技障害クラスT64。日本記録・アジア記録保持者。

## 略歴

### 北京パラリンピックまで
大阪市に生まれ、小学生の時に父親の仕事の都合で大分県大分郡庄内町に移り住む。
大分県別府市にある明豊高等学校在学中に、ソフトテニスの選手として全国高等学校総合体育大会（インターハイ）及び国民体育大会に出場。2004年3月に高校を卒業した後は社会人として働いていたが、2008年に地元で開催されるチャレンジ!おおいた国体が開催されることを知り、大会出場を目指し、2006年にソフトテニス競技に復帰。
2006年9月に、仕事中の事故で右足の膝から下を切断。事故後に義足でソフトテニスを続けることを断念し、陸上競技に転向。2007年3月に義肢装具士の臼井二美男と出会い、臼井作成の義足を借用して出場した同2007年10月のジャパンパラリンピック陸上競技大会において、早くも100m走、200m走で日本記録を樹立。2008年3月の九州チャレンジ大会で北京パラリンピックのA標準記録を突破し、2008年北京パラリンピック日本代表となる。
北京パラリンピックでは、100mで6位入賞、200mで4位入賞の成績を残した。

### ロンドンパラリンピックまで
北京パラリンピックの決勝で世界との差を感じたことから、2008年に渡米、サンディエゴのオリンピック・トレーニング・センターに練習拠点を移し、アル・ジョイナーコーチの指導を受けた。渡米後もたびたび一時帰国して国内の試合に出場し、日米を往復する生活を送った。2009年9月のジャパンパラリンピックでは走幅跳びでも日本記録を樹立した。
しかし当時、障害者が海外に拠点を置いて海外のコーチをつけることに対し批判も多かった。活動資金の調達にも苦しみ、渡航費用等の不足から2011年の世界選手権には出場できず、滞在費がひっ迫し車中泊をしながら練習を続けた。そこでスポンサーを見つけ、活動資金を捻出するため、2012年3月にセミヌードカレンダーを発売した。セミヌードカレンダーの撮影は、パラスポーツ写真を長年撮影している写真家・越智貴雄が行った。
2012年6月7日、AFP（フランス通信社）が東京発で、3月に発売したカレンダーの話題を配信し、以降、シンガポール・インド・イギリスなど世界各国でWebニュースなどのメディアに取り上げられる。
このような逆風を受けながらも、2012年ロンドンパラリンピックに100m、200m、走幅跳びの3種目で出場を果たした。
ロンドンパラリンピックでの結果：
- Ｔ44 100m 14秒47 - 1組6/6・全10/12、予選敗退
- Ｆ44 走幅跳び 4m79 - 全参加12選手中予選突破8名、決勝参加8選手中8位
- Ｔ44 200m 30秒10 - 1組4/4・全9/9（1組参加した5選手中1選手が失格のため、出走選手は9名）、予選敗退[22]

### リオデジャネイロパラリンピックまで
ロンドンオリンピックを最後にいったん引退したが、翌2013年3月8日、再開した自身のBlogで現役続行を表明。この間の2012年10月14日に、大分県の大分南警察署にて一日署長を務めている。復帰後は大分に拠点を移した。ジョイナー元コーチの勧めを受けて、健常者の大会にも積極的に出場するようになったが、「オープン参加」の扱いであった。活動資金は依然として厳しい状態で、資金不足により、2013年世界選手権の参加は断念した。
2013年10月13日、第13回全国障害者スポーツ大会に出場（100m、走幅跳び）。走幅跳びで自己ベストを更新し、佐藤真海の持つ当時の日本記録を16cm上まわる5m18cmで優勝。しかしこの大会では2020年の東京五輪招致に絡み佐藤がクローズアップされていたため、優勝した中西に対して「空気読めよ！」と心ない声を浴びせる者もいた。また日本記録についても、この大会は「障害者の社会復帰が目的」で国際パラリンピック委員会（IPC）公認大会ではなく、幻の新記録となった。
2014年9月7日、2014ジャパンパラ陸上競技大会に出場（100m、走幅跳び）。100mはフライングで失格。走幅跳びで自己ベストを更新し5m27cmで優勝。この大会はIPC公認大会であり日本記録を公式に更新した。なお、第一跳躍で5m3cmを跳びその時点で新記録であった。また、2.7mの追い風参考記録ながら第二跳躍では5m33cmを跳び会場をどよめかせた。
2016年4月9日、新日本製薬大分パラ陸上2016 に出場（100mは棄権、走幅跳び）。走幅跳びで5m27の自己ベストを更新し5m48cmで優勝。IPC公認大会であり自己の持つ日本記録を更新した。
2016年5月1日、第27回日本パラ陸上競技選手権大会 に出場（100m、走幅跳び）。100mは13秒90、走幅跳びでこのシーズン二度目となる自己ベストを更新して5m51cmで優勝。自己の持つアジア記録・日本記録を相次いで更新した。
2016年リオデジャネイロパラリンピックに100mと走幅跳で出場、下記の結果を残した。
リオデジャネイロパラリンピックでの結果：
- Ｔ44 100m 14秒40 - 2組5/6、予選敗退
- Ｆ44 走幅跳び 5m42 - 4位

### リオデジャネイロパラリンピック以降
2017年7月の世界パラ陸上競技選手権大会の走幅跳で3位となり、国際大会で初めてメダルを獲得。2018年10月9日-10日 ジャカルタ アジアパラ大会に出場 (100m、走幅跳び)し、 9日走幅跳び 5m44で優勝、10日 100m 14秒48で2位となった。
2019年11月7日-15日 ドバイ 世界パラ陸上選手権大会に出場し、11日走幅跳び 5m37で優勝。2020年東京パラリンピック出場が内定した。2020年9月5日の日本パラ陸上競技選手権大会の走幅跳びで5m70で優勝し、アジア記録・日本記録を4年ぶりに更新した。
2020年から阪急交通社に所属 。

## 主な戦績

### 国際大会
| 年月       | 大会                                                    | 場所             | 種目         | 結果 | 記録   | 風速  | 備考   |
| ---------- | ------------------------------------------------------- | ---------------- | ------------ | ---- | ------ | ----- | ------ |
| 2008年9月  | 北京パラリンピック                                      | 北京             | 100mT44      | 6位  | 14秒24 | -0.2  | [ 47 ] |
| 2008年9月  | 北京パラリンピック                                      | 北京             | 200mT44      | 4位  | 28秒98 |       | [ 47 ] |
| 2012年9月  | ロンドンパラリンピック                                  | ロンドン         | 100ｍT44     | 予選 | 14秒47 | +0.1  | [ 22 ] |
| 2012年9月  | ロンドンパラリンピック                                  | ロンドン         | 200mT44      | 予選 | 30秒10 | -0.7  | [ 22 ] |
| 2012年9月  | ロンドンパラリンピック                                  | ロンドン         | 走幅跳F42/44 | 8位  | 4m79   | +0.4  | [ 22 ] |
| 2015年10月 | 世界パラ陸上競技選手権大会（IPC陸上競技世界選手権大会） | ドーハ           | 走幅跳T44    | 5位  | 4m92   | +2.2  | [ 48 ] |
| 2016年9月  | リオデジャネイロパラリンピック                          | リオデジャネイロ | 100ｍT44     | 予選 | 14秒40 | -1.9  | [ 49 ] |
| 2016年9月  | リオデジャネイロパラリンピック                          | リオデジャネイロ | 走幅跳T44    | 4位  | 5m42   | -0.5  | [ 49 ] |
| 2017年7月  | 世界パラ陸上競技選手権大会                              | ロンドン         | 100mT44      | 予選 | 14秒64 | +1.1  | [ 50 ] |
| 2017年7月  | 世界パラ陸上競技選手権大会                              | ロンドン         | 走幅跳T44    | 3位  | 5m00   | +1.0  | [ 51 ] |
| 2018年10月 | アジアパラ競技大会                                      | ジャカルタ       | 100mT64      | 2位  | 14秒48 | ＋0.7 | [ 40 ] |
| 2018年10月 | アジアパラ競技大会                                      | ジャカルタ       | 走幅跳T64    | 1位  | 5m44   |       | [ 40 ] |
| 2019年11月 | 世界パラ陸上競技選手権大会                              | ドバイ           | 100mT64      | 予選 | 14秒86 | +1.2  | [ 52 ] |
| 2019年11月 | 世界パラ陸上競技選手権大会                              | ドバイ           | 走幅跳T64    | 1位  | 5m37   | -0.4  | [ 53 ] |

### 国内大会
| 年月         | 大会                                                                            | 場所     | 種目                 | 結果   | 記録   | 風速     | 備考                                 |
| ------------ | ------------------------------------------------------------------------------- | -------- | -------------------- | ------ | ------ | -------- | ------------------------------------ |
| 2007年10月   | 2007ジャパンパラリンピック陸上競技大会                                          | 大阪府   | 100mT44              | 1位    | 15秒43 | +0.8     | 日本記録                             |
| 2007年10月   | 2007ジャパンパラリンピック陸上競技大会                                          | 大阪府   | 200mT44              | 1位    | 31秒85 | -0.8     | 日本記録                             |
| 2008年3月    | 第11回九州チャレンジ陸上競技選手権大会                                          | 熊本県   | 100mT44              | 1位    | 14秒55 | -0.5     | 日本記録                             |
| 2008年3月    | 第11回九州チャレンジ陸上競技選手権大会                                          | 熊本県   | 200ｍT44             | 1位    | 30秒48 | -1.1     | 日本記録                             |
| 2008年       | 2008ジャパンパラリンピック陸上競技大会 兼第19回日本身体障害者陸上競技選手権大会 |          | 100ｍT44             | 1位    | 14秒45 |          | 大会記録                             |
| 2008年       | 2008ジャパンパラリンピック陸上競技大会 兼第19回日本身体障害者陸上競技選手権大会 | 200ｍT44 | 1位                  | 29秒73 |        | 大会記録 |                                      |
| 2009年9月    | 2009ジャパンパラリンピック陸上競技大会 兼第20回日本身体障害者陸上競技選手権大会 | 大阪府   | 100mT44              | 1位    | 13秒84 |          | 日本記録、大会記録（ジャパンパラ）   |
| 2009年9月    | 2009ジャパンパラリンピック陸上競技大会 兼第20回日本身体障害者陸上競技選手権大会 | 大阪府   | 200mT44              | 棄権   |        |          | [ 15 ]                               |
| 2009年9月    | 2009ジャパンパラリンピック陸上競技大会 兼第20回日本身体障害者陸上競技選手権大会 | 大阪府   | 走幅跳F44            | 1位    | 4m71   |          | 日本記録、大会記録（ジャパンパラ）   |
| 2011年9月    | 2011ジャパンパラリンピック陸上競技大会                                          | 大分県   | 100ｍT44             | 1位    | 13秒92 | +1.9     | [ 57 ]                               |
| 2011年9月    | 2011ジャパンパラリンピック陸上競技大会                                          | 大分県   | 走幅跳F44            | 1位    | 4m94   | +0.4     | [ 58 ] [ 57 ]                        |
| 2012年6月    | 2012ジャパンパラ陸上競技大会 兼第23回日本身体障害者陸上競技選手権大会           | 大阪府   | 100ｍT44             | 2位    | 14秒45 | +1.2     | [ 59 ] [ 60 ]                        |
| 2012年6月    | 2012ジャパンパラ陸上競技大会 兼第23回日本身体障害者陸上競技選手権大会           | 大阪府   | 200ｍT44             | 2位    | 30秒48 |          | [ 60 ]                               |
| 2012年6月    | 2012ジャパンパラ陸上競技大会 兼第23回日本身体障害者陸上競技選手権大会           | 大阪府   | 走幅跳F44            | 1位    | 4m61   | +1.4     | [ 60 ]                               |
| 2013年10月   | 第13回全国障害者スポーツ大会                                                    | 東京都   | 100m                 | 1位    | 14秒44 |          | [ 61 ]                               |
| 2013年10月   | 第13回全国障害者スポーツ大会                                                    | 東京都   | 走幅跳（肢体不自由） | 1位    | 5m18   |          | [ 62 ] [ 63 ]                        |
| 2014年6月    | 第25回日本身体障害者陸上競技選手権大会                                          | 大阪府   | 100ｍT44             | 欠場   |        |          | [ 64 ]                               |
| 2014年6月    | 第25回日本身体障害者陸上競技選手権大会                                          | 大阪府   | 走幅跳T44            | 1位    | 4m93   | -0.5     | 大会記録                             |
| 2014年9月    | 2014ジャパンパラ陸上競技大会                                                    | 山口県   | １00ｍT44            | 失格   |        |          | [ 65 ] [ 31 ]                        |
| 2014年9月    | 2014ジャパンパラ陸上競技大会                                                    | 山口県   | 走幅跳T44            | 1位    | 5m33   | +2.7     | 公認最高は5回目 5m27（+0.5）日本記録 |
| 2015年7月    | 第26回日本パラ陸上競技選手権大会                                                | 大阪府   | 100mT44              | 2位    | 14秒92 |          | [ 66 ]                               |
| 2015年7月    | 第26回日本パラ陸上競技選手権大会                                                | 大阪府   | 走幅跳T44            | 1位    | 5m24   | +1.1     | 大会記録                             |
| 2015年9月    | 2015ジャパンパラ陸上競技大会                                                    | 大阪府   | 100ｍT44             | 欠場   |        |          | [ 67 ]                               |
| 2015年9月    | 2015ジャパンパラ陸上競技大会                                                    | 大阪府   | 走幅跳T44            | 1位    | 4m91   | +0.5     | [ 67 ]                               |
| 2016年4月    | 新日本製薬大分パラ陸上2016                                                      | 大分県   | 走幅跳T44            | 1位    | 5m48   | -0.9     | アジア記録・日本記録                 |
| 2016年4・5月 | 第27回日本パラ陸上競技選手権大会                                                | 鳥取県   | 100mT44              | 2位    | 13秒90 | +1.5     | [ 35 ]                               |
| 2016年4・5月 | 第27回日本パラ陸上競技選手権大会                                                | 鳥取県   | 走幅跳T44            | 1位    | 5m51   | +1.2     | アジア記録・日本記録                 |
| 2016年6月    | 2016ジャパンパラ陸上競技大会                                                    | 新潟県   | 100ｍｍT44           | 2位    | 14秒31 |          | [ 68 ]                               |
| 2016年6月    | 2016ジャパンパラ陸上競技大会                                                    | 新潟県   | 走幅跳T44            | 2位    | 5m09   | -0.1     | [ 68 ]                               |
| 2017年6月    | 第28回日本パラ陸上競技選手権大会                                                | 東京都   | 100ｍT44             | 欠場   |        |          | [ 69 ]                               |
| 2017年6月    | 第28回日本パラ陸上競技選手権大会                                                | 東京都   | 走幅跳T44            | 1位    | 5m35   | +1.5     | [ 69 ]                               |
| 2017年9月    | 2017ジャパンパラ陸上競技大会                                                    | 福島県   | 100ｍｍT44           | 2位    | 14秒61 | ＋1.1    | [ 70 ]                               |
| 2017年9月    | 2017ジャパンパラ陸上競技大会                                                    | 福島県   | 走幅跳T44            | 1位    | 5m34   | -0.4     | 大会記録                             |
| 2018年7月    | 2018ジャパンパラ陸上競技大会                                                    | 群馬県   | 100mT64              | 2位    | 14秒76 | ＋0.1    | [ 72 ]                               |
| 2018年7月    | 2018ジャパンパラ陸上競技大会                                                    | 群馬県   | 走幅跳T64            | 2位    | 5ｍ11  | -0.1     | [ 72 ]                               |
| 2018年9月    | 第29回日本パラ陸上競技選手権大会                                                | 香川県   | 100mT64              | 2位    | 14秒95 | -2.3     | [ 73 ]                               |
| 2018年9月    | 第29回日本パラ陸上競技選手権大会                                                | 香川県   | 走幅跳T64            | 1位    | 5m42   | +0.4     | [ 73 ]                               |
| 2019年6月    | 第30回日本パラ陸上競技選手権大会                                                | 大阪府   | 100ｍT64             | 2位    | 14秒46 | +0.1     | [ 74 ]                               |
| 2019年6月    | 第30回日本パラ陸上競技選手権大会                                                | 大阪府   | 走幅跳T64            | 2位    | 4m92   | -0.7     | [ 74 ]                               |
| 2019年7月    | 2019ジャパンパラ陸上競技大会                                                    | 岐阜県   | 100mT64              | 欠場   |        |          | [ 75 ]                               |
| 2019年7月    | 2019ジャパンパラ陸上競技大会                                                    | 岐阜県   | 走幅跳T64            | 欠場   |        |          | [ 75 ]                               |
| 2020年9月    | 2020日本パラ陸上競技選手権大会                                                  | 埼玉県   | 走幅跳T64            | 1位    | 5m70   | +0.4     | アジア記録・日本記録・大会記録       |
| 2020年10月   | 第7回木南道孝記念陸上競技大会                                                   | 大阪府   | 走幅跳T64            | 1位    | 5m41   | +0.9     | [ 77 ]                               |
| 2021年4月    | 2021ジャパンパラ陸上競技大会                                                    | 香川県   | 100ｍT64             | 3位    | 14秒50 | -1.6     | [ 78 ]                               |
| 2021年4月    | 2021ジャパンパラ陸上競技大会                                                    | 香川県   | 走幅跳T64            | 1位    | 5m49   | +0.9     | 大会記録                             |

備考欄の記録は当時のもの

## 自己ベスト
| 種目      | 記録   | 風速 | 年月日        | 大会名                                         | 場所                                     | 備考                           |
| --------- | ------ | ---- | ------------- | ---------------------------------------------- | ---------------------------------------- | ------------------------------ |
| 100mT44   | 13秒84 |      | 2009年9月22日 | 2009年ジャパンパラリンピック兼第20回日本選手権 | 長居陸上競技場（大阪府）                 | 日本記録                       |
| 200mT44   | 28秒52 | +1.3 | 2008年5月3日  | 大分陸上2008                                   | 大分市営陸上競技場（大分県）             | 日本記録                       |
| 走幅跳T64 | 5m70   | +0.4 | 2020年9月5日  | 第31回日本パラ陸上競技選手権大会               | 熊谷スポーツ文化公園陸上競技場（埼玉県） | アジア記録・日本記録・大会記録 |

備考欄の記録は当時のもの

## 出演

### ドラマ
- 陸王（2017年、TBS「日曜劇場」） - 第3話、第7話、最終話　「月刊アスリート」陸上競技担当記者・島遥香役

### その他
- 大分朝日放送　タイムテーブル2018年春期号 表紙

- 情熱大陸（2019年12月1日、毎日放送)

- 第70回NHK紅白歌合戦（2019年12月31日、NHK総合・ラジオ第1） - ゲスト審査員

## 表彰
- 2014年12月　県賞詞（大分県） [81]
- 2020年1月　県民表彰（大分県）[82] [83]